# Флаг сельского поселения Пешковское
Флаг муниципального образования сельское поселение Пе́шковское Солнечногорского района Московской области Российской Федерации — опознавательно-правовой знак, служащий официальным символом муниципального образования.
Ныне действующий флаг утверждён 2 сентября 2010 года и внесён в Государственный геральдический регистр Российской Федерации с присвоением регистрационного номера 6397.
Флаг муниципального образования сельское поселение Пешковское составлен на основании герба сельского поселения Пешковское по правилам и соответствующим традициям вексиллологии и отражает исторические, культурные, социально-экономические, национальные и иные местные традиции.

## Действующий флаг

### Описание
«Прямоугольное полотнище с отношением ширины к длине 2:3, разделённое белым скошенным крестом (ширина плеч — 1/9 ширины полотнища) чёрными прерывистыми осевыми линиями, на зелёные части вверху и внизу, красную часть — у древа и голубую — у свободного края. Одна полоса делит полотнище по восходящей диагонали, причём её верхняя сторона упирается в угол полотнища у древка, а нижняя, в противоположный угол. Другая полоса делит (по осевой линии) горизонтальные стороны полотнища в соотношении 1:2 — вверху и 2:1 — внизу. Посередине полотнища изображён жёлтый круг (из герба поселения) с голубым полем и вписанным стилизованным изображением солнца».

### Обоснование символики
Флаг сельского поселения Пешковское языком символов и аллегорий раскрывает его историю, географические и другие особенности.
Через сельское поселение Пешки проходят две крупные дороги: одна из важнейших автомагистралей России, соединяющая Москву и Санкт-Петербург (М10) и Московское Малое кольцо (А107, «бетонка», размыкающееся на Ленинградском шоссе в районе деревень Дурыкино и Радумля). Обе дороги аллегорически отражены на флаге поселения белым крестом с чёрными пунктирными линиями, напоминающие разделительные линии автомагистрали.
Издавна в этих местах существовала дорога, связывающая Москву с Тверью и Великим Новгородом. С основанием Петром I города на Неве в 1703 году и приданием ему фактических функций столицы России Тверская дорога была продолжена до Санкт-Петербурга, и стала называться Петербургской.
Ранее в XV—XVII веках по этой дороге перевозили товар купцы, проезжали иноземные послы, мчались царские гонцы. Ещё при царе Иване III появились на дорогах ямские дворы, при которых состояли ямщики с казёнными тройками лошадей. Колесо в виде кольца, обременённого солнцем (символ вхождения поселения в Солнечногорский район) — символизирует историческое предназначение этой дороги для развития деревень Пешковского сельского поселения. Колесо — символ вечного движения, развития, стремления к счастью и удаче. Солнце — источник жизни и созидательной силы.
Различная окраска частей флага сельского поселения Пешковское символизирует разнообразие природных условий на территории поселения (поля, луга, леса) и социально-экономических форм производства. Сельское хозяйство (Майдаровская и Савельевская птицефабрики ОАО «Братцевское», Агроплеменная фирма «Искра» в деревне Чашниково, Крестьянское хозяйство «Глазово» и др.) символически отражено зелёным цветом, промышленное производство (ООО «АВ ТАУЭР» и ООО «Сведвуд Есипово» в деревне Есипово, ООО «СП Витраж» в деревне Дурыкино, ООО «Камоции» в деревне Чашниково, фабрика ЗАО «Королевская вода» в деревне Ложки и др.) — красным цветом. Голубой цвет — символ водных ресурсов сельского поселения.
Зелёный цвет символизирует весну, здоровье, природу, молодость и надежду.
Красный цвет — символ мужества, жизнеутверждающей силы и красоты, праздника, труда.
Голубой цвет (лазурь) — символ возвышенных устремлений, искренности, преданности, возрождения.
Белый цвет (серебро) — символ чистоты, открытости, божественной мудрости, примирения.
Жёлтый цвет (золото) — символ высшей ценности, величия, великодушия, богатства, урожая.

## Предыдущий флаг
Первый флаг сельского поселения Пешковское был утверждён 30 мая 2007 года решением Совета депутатов сельского поселения Пешковское № 163/19, которое решением Совета депутатов сельского поселения Пешковское от 2 сентября 2010 года № 92/10, в связи с рекомендациями Геральдического совета при Президенте Российской Федерации, было признано утратившим силу.

### Описание
«Прямоугольное двухстороннее полотнище с отношением ширины к длине 2:3, разделено по диагонали на четыре части — верхнюю белую, красную вдоль древка, лазоревую у свободного края и зелёную у свободного края белым косым крестом с чёрными узкими прямоугольниками; в центре полотнища воспроизведено жёлтое кольцо, обременённое жёлтым пламенеющим солнцем, заполненное белым».

### Обоснование символики
Через сельское поселение Пешки проходит одна из важнейших автомагистралей России, соединяющая Москву и Санкт-Петербург. Издавна в этих местах существовала дорога, связывающая Москву с Тверью и Великим Новгородом, что показано на флаге белым крестом. С основанием Санкт-Петербурга в 1703 году и перенесением в него столицы в 1712 году между этими городами незамедлительно была проложена дорога, а Тверская дорога стала называться Петербургской. К 1746 году эта грунтовая дорога уже имела местами настил из брёвен. В 1785 году Екатерина II утвердила «прожект» о строительстве Петербургского тракта, в основу которого легла Тверская дорога с незначительными отклонениями. На флаге это показано красной и белой частями полотнища — флаг Тверской области имеет красную полосу, а флаг Новгородской области — белую.
Красный цвет — символ труда, жизнеутверждающей силы, мужества, праздника, красоты.
Белый цвет (серебро) — символ веры, чистоты, искренности, чистосердечности, благородства.
В XV—XVII веках по этой дороге перевозили товар купцы, проезжали иноземные послы, мчались царские гонцы. Ещё при царе Иване III появились на дорогах ямские дворы или просто ямы, при которых состояли ямщики с казёнными тройками лошадей. Именно поэтому основной фигурой флага является колесо в виде кольца, обременённого пламенеющим солнцем. Колесо — символ вечного движения, развития, стремления к счастью и удаче. Колесо символизирует дорогу и её исключительную роль в социально-экономическом развитии сельского поселения Пешковское.
Солнце — источник жизни и созидательной силы.
Жёлтый цвет (золото) — это цвет солнца, скрытых сокровищ, богатства, величия, интеллекта, прозрения.
Сельское поселение Пешковское граничит с городом Зеленоградом, что показано на флаге зелёной частью полотнища.
Зелёный цвет — символ весны, радости, надежды, природы, показывает богатство и красоту лесных угодий, расположенных на территории поселения.
Лазоревая часть флага также дополняет символику природы. Лазурь — символ чести, славы, преданности, истины, добродетели и чистого неба.